# Kombinagram
Kombinagram – rodzaj diagramowego zadania szaradziarskiego będącego połączeniem ciągówki i anagramówki, charakteryzującego się odczytaniem rozwiązania powstałego na skutek przeniesienia nieuporządkowanych liter pomiędzy dwoma diagramami analogicznie do przemieszczenia liter anagramowanych wyrazów lub zwrotów.